# Théophile Delcassé

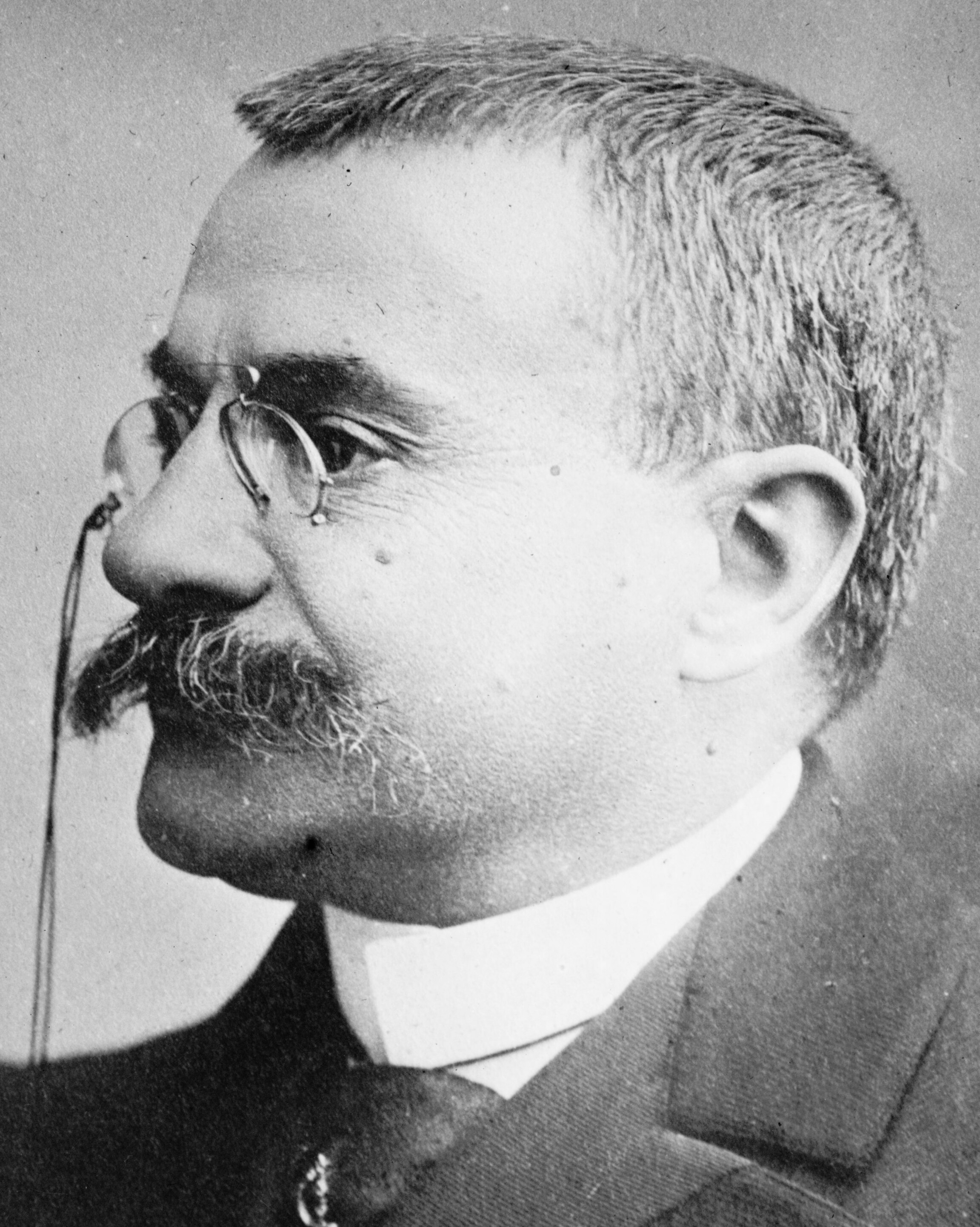
Théophile Delcassé.

Théophile Pierre Delcassé, född 1 mars 1852 i Pamiers, departementet Ariège, död 21 februari 1923 i Nice, departementet Alpes-Maritimes, var en fransk politiker. Han var kolonialminister 1894-1895, sedan utrikesminister 1898-1905 och 1914-1915 samt marinminister 1911-1913 och krigsminister 1914.

## Biografi
Delcassé studerade filologi och litteratur, blev "licencié-és-lettres" och ägnade sig sedan åt journalistik. Han skrev utrikespolitiska artiklar i La république française och i Paris till stöd för Leon Gambettas idéer, och valdes 1889 till deputerad i arrondissemanget Foix.

### Kolonialfrågan
Delcassé var en ivrig förespråkare för utvidgandet av den franska kolonialpolitiken och han blev understatssekreterare för kolonierna i Ribots andra ministär (januari-april 1893) och i Dupuys regering (april-december 1893). Det var väsentligen genom Delcassés ansträngningar, som Frankrike fick ett särskilt kolonialministerium. Delcassé var chef för kolonialdepartementet under Dupuys andra ministär (maj 1894-januari 1895). Som sådan nedlade han mycken energi på de västafrikanska koloniernas konsolidering och framåtskridande, organiserade det nyförvärvade Dahomey och avsände expeditionen Liotard till övre Ubangifloden. Som medlem av oppositionen riktade Delcassé därefter sin uppmärksamhet på flottan. Han hävdade att dess uppgift vore att skydda och utveckla landets koloniala företag och uppträdde mot alla försök att rivalisera med Englands sjömakt.

### Utrikesminister 1898-1905
I Brissons andra ministär inträdde Delcassé (juni 1898) som utrikesminister efter Hanotaux och kvarstod på denna post i sju år under Dupuys, Waldeck-Rousseaus, Combes och början av Rouviers kabinett. Redan i början hade han den obehagliga uppgiften att förbättra det spända förhållandet till Brittiska imperiet med anledning av "Fashoda-frågan", som dock lyckligt ordnades i mars 1899. Samma år tog Delcassé initiativ till medling mellan Spanien och USA vilket ledde till freden i Paris. I juni 1900 lyckades han genom en viktig överenskommelse med Spanien bestämma hur de två kolonialmakterna skulle dela upp Västafrika. Den bittra och misstänksamma stämningen mellan England och Frankrike blev under ledning av Delcassé och markisen av Lansdowne förbytt till ett "hjärtligt samförstånd" genom den fransk-engelska ententen 8 april 1904, varigenom de båda ländernas koloniala mellanhavanden reglerades. Delcassé drev en hård linje i Marockofrågan och då regeringen i stort ville nå en fredlig lösning måste han avgå 6 juni 1905. Han hade under sin ministertid även befordrat skiljedomsidén genom att sluta skiljedomsfördrag mellan Frankrike och flera andra länder.

### Fortsatt politisk verksamhet
Delcassé höll sig åren närmast efter sin dramatiska avgång från utrikesministerposten 1905 i bakgrunden, men återvände till aktiv politik som marinminister i ministären Monis i mars 1911, behöll denna post i ministärerna Caillaux och Poincaré (till januari 1913) och blev i februari samma år fransk ambassadör i Sankt Petersburg, där han skickligt företrädde Poincarés strävanden att stärka och till allt större närhet utveckla den fransk-ryska alliansen. Han avlöstes i februari 1914 av Paléologue, blev efter första världskrigets utbrott utrikesminister i Vivianis nationella försvarsministär 27 augusti 1914 och hade på denna post ledande andel i tillkomsten av den engelsk-fransk-ryska konventionen av 5 september samma år med dess utfästelser mot varje avslutande av separatfred eller förhandling därom. Delcassé avgick 14 oktober 1915, delvis av sjuklighet, men främst av missnöje över de allierades beslut att fullfölja Salonikixpeditionen, även sedan den genom Venizelos fall och Greklands ändrade hållning förlorat en av sina grundförutsättningar. Delcassé framträdde sedan inte mer i förgrunden; han sökte 1919 inte återval till deputeradekammaren.